# Distretto di Qishan
Il distretto di Qishan (旗山區S, Qíshān QūP) è un distretto della municipalità di Kaohsiung, situata a Taiwan.